# Ortensio Abbaticchio
Ortensio Abbaticchio (Cutrofiano, ... – Roma, 15 giugno 1566) è stato un medico italiano giustiziato dall'Inquisizione.
Si hanno di lui poche notizie: incarcerato a Napoli con l'accusa di calvinismo, accusò i suoi inquisitori, l'arcivescovo Alfonso Carafa, il vescovo di Montepeloso Luigi Campagna, e il vicario di Caserta Giulio Antonio Santori di aver complottato contro il papa Pio IV – nemico della potente famiglia Carafa – incaricandolo di preparare il veleno necessario al suo avvelenamento.
Processato a Roma e sottoposto alla tortura della corda resistette a lungo, tanto da far sospettare i suoi persecutori di avere un qualche segreto contro il dolore delle braccia. Cedette e confessò mentr'era tirato ancora per la corda. Fu condannato per calunnia, ma la sentenza di impiccagione fu eseguita nel 1566, quando il nuovo Papa Pio V (il card. Ghislieri già grande inquisitore) riprese le persecuzioni contro gli eretici. Giulio Antonio Santori fu chiamato da Pio V alla curia, fatto Cardinale, divenne uno dei più potenti cardinali, grande inquisitore, molto vicino alla elezione al sogliuo pontificio all'inizio degli anni '90 e specialmente nel 1592.